# David Arnold
David Arnold (Luton (Bedfordshire), 23 januari 1962) is een Britse componist van voornamelijk filmmuziek.
Arnold begon zijn carrière als componist van filmmuziek in 1993 met de film The Young Amercans, waarin hij samen met de zangeres Björk het nummer Play Dead schreef. Op jonge leeftijd was Arnold al James Bond-fan en ook fan van John Barry, componist van de eerste Bond films. Kort voor zijn eerste officiële James Bond soundtrackalbum Tomorrow Never Dies in november 1997, bracht David Arnold al een James Bond coveralbum uit, genaamd Shaken and Stirred: The David Arnold James Bond Project met medewerking van artiesten als Aimee Mann, Leftfield, Pulp, Shara Nelson, Chrissie Hynde, Martin Fry, Natacha Atlas, Propellerheads en Iggy Pop die de bekende titelsongs in hun versie uitbrachten. Hiermee was Barry ook al enthousiast over, die kort daarvoor Arnold adviseerde bij de James Bond producent Barbara Broccoli als nieuwe componist voor de film Tomorrow Never Dies.
Hij componeerde in totaal de muziek van vijf James Bondfilms waarvan de filmmuziek ook werd uitgebracht op de soundtrackalbums Tomorrow Never Dies, The World Is Not Enough, Die Another Day, Casino Royale en Quantum of Solace. Ook was hij verantwoordelijk voor de soundtrack The Chronicles of Narnia, the Voyage of the Dawn Treader.
Zijn verdere werken omvatten onder andere: Independence Day waarmee hij een Grammy Award ontving, Zoolander, Godzilla, Enough en de BBC-televisieseries Little Britain en Sherlock. Met de laatstgenoemde televisieserie ontving hij in 2014 een Emmy Award.

## Filmografie
| Jaar | Titel                                                    | Opmerkingen       |
| ---- | -------------------------------------------------------- | ----------------- |
| 1993 | The Young Americans                                      |                   |
| 1994 | Stargate                                                 |                   |
| 1995 | Last of the Dogmen                                       |                   |
| 1996 | Independence Day                                         |                   |
| 1997 | A Life Less Ordinary                                     |                   |
| 1997 | Tomorrow Never Dies                                      |                   |
| 1998 | Godzilla                                                 |                   |
| 1999 | Wing Commander                                           |                   |
| 1999 | The World is Not Enough                                  |                   |
| 2000 | Shaft                                                    |                   |
| 2000 | Baby Boy                                                 |                   |
| 2000 | The Musketeer                                            |                   |
| 2000 | Zoolander                                                |                   |
| 2002 | Changing Lanes                                           |                   |
| 2002 | Hollywood Ending                                         |                   |
| 2002 | Enough                                                   |                   |
| 2002 | Die Another Day                                          |                   |
| 2003 | 2 Fast 2 Furious                                         |                   |
| 2004 | The Stepford Wives                                       |                   |
| 2005 | Four Brothers                                            |                   |
| 2005 | Stoned                                                   |                   |
| 2006 | Amazing Grace                                            |                   |
| 2006 | Casino Royale                                            |                   |
| 2007 | Hot Fuzz                                                 |                   |
| 2007 | Grindhouse                                               | segment "Don't"   |
| 2008 | Agent Crush                                              |                   |
| 2008 | How to Lose Friends & Alienate People                    |                   |
| 2008 | Quantum of Solace                                        |                   |
| 2010 | Made in Dagenham                                         |                   |
| 2010 | Morning Glory                                            |                   |
| 2010 | The Chronicles of Narnia: The Voyage of the Dawn Treader |                   |
| 2011 | Paul                                                     |                   |
| 2014 | The Inbetweeners 2                                       | met Michael Price |
| 2022 | Confess, Fletch                                          |                   |

## Overige producties

### Computerspellen
| Jaar | Titel                       | Opmerkingen     |
| ---- | --------------------------- | --------------- |
| 2004 | Guinness World Records 2005 | met Paul Hart   |
| 2010 | GoldenEye 007 Reloaded      | met Kevin Kiner |
| 2012 | 007 Legends                 | met Kevin Kiner |

### Televisiefilms
| Jaar | Titel                | Opmerkingen |
| ---- | -------------------- | ----------- |
| 2012 | Mr Stink             |             |
| 2013 | The Tractate Middoth |             |
| 2013 | Gangsta Granny       |             |

### Televisieseries
| Jaar | Titel                 | Opmerkingen                  |
| ---- | --------------------- | ---------------------------- |
| 2001 | UC: Undercover        |                              |
| 2003 | Little Britain        | 2003-2006                    |
| 2008 | Little Britain USA    |                              |
| 2008 | Crooked House         |                              |
| 2009 | Free Agents           |                              |
| 2010 | Stiller & Meara       | 2010-2011                    |
| 2010 | Sherlock              | 2010-2017, met Michael Price |
| 2012 | The Matt Lucas Awards |                              |
| 2014 | Big School            | met Michael Price            |
| 2015 | Jekyll & Hyde         | met Michael Price            |
| 2019 | Good Omens            |                              |
| 2020 | Dracula               | met Michael Price            |

## Prijzen en nominaties

### BAFTA Awards
| Jaar | Titel         | Categorie           | Opmerkingen |
| ---- | ------------- | ------------------- | ----------- |
| 2007 | Casino Royale | Beste filmmuziek    | Genomineerd |
| 2011 | Sherlock      | Beste televisiefilm | Genomineerd |

### Emmy Awards
| Jaar | Titel      | Categorie | Uitslag     |
| ---- | ---------- | --- | ----------- |
| 2011 | Sherlock   | Beste compositie voor miniserie, film of special (originele dramatische muziek), afl. "A Study In Pink"                      | Genomineerd |
| 2012 | Sherlock   | Beste compositie voor miniserie, film of special (originele dramatische muziek), afl. "A Scandal in Belgravia"               | Genomineerd |
| 2014 | Sherlock   | Beste compositie voor miniserie, film of special (originele dramatische muziek), afl. "His Last Vow"                         | Gewonnen    |
| 2019 | Good Omens | Beste muziek compositie voor een miniserie, televisiefilm of special (originele dramatische muziek), afl. "In the Beginning" | Genomineerd |
| 2019 | Good Omens | Beste titelmuziek | Genomineerd |

### Grammy Awards
| Jaar | Titel            | Categorie                                               | Uitslag     |
| ---- | ---------------- | ------------------------------------------------------- | ----------- |
| 1997 | Independence Day | Beste instrumentale compositie voor film of televisie   | Gewonnen    |
| 2008 | Casino Royale    | Beste song voor film, televisie of andere visuele media | Genomineerd |

## Hitlijsten

### Albums
| Album met hitnotering(en) in de Vlaamse Ultratop 200 albums | Datum van verschijnen | Datum van binnenkomst | Hoogste positie | Aantal weken | Opmerkingen                    |
| ----------------------------------------------------------- | --------------------- | --------------------- | --------------- | ------------ | ------------------------------ |
| Quantum of Solace                                           | 2008                  | 08-11-2008            | 77              | 2            | soundtrack                     |
| Sherlock (Series Three)                                     | 2014                  | 08-02-2014            | 97              | 1            | met Michael Price / soundtrack |

### Singles
| Single met eventuele hitnotering(en) in de Nederlandse Top 40 | Datum van verschijnen | Datum van binnenkomst | Hoogste positie | Aantal weken | Opmerkingen                             |
| ------------------------------------------------------------- | --------------------- | --------------------- | --------------- | ------------ | --------------------------------------- |
| Play Dead                                                     | 1993                  | 18-12-1993            | 10              | 7            | met Björk / nr. 11 in de Single Top 100 |

| Single met hitnotering(en) in de Vlaamse Ultratop 50 | Datum van verschijnen | Datum van binnenkomst | Hoogste positie | Aantal weken | Opmerkingen |
| ---------------------------------------------------- | --------------------- | --------------------- | --------------- | ------------ | ----------- |
| Play Dead                                            | 1993                  | 29-01-1994            | 33              | 8            | met Björk   |